# Carmen Silva-Corvalán
Carmen Silva-Corvalán es una lingüista y profesora emérita de lingüística española y portuguesa en la Universidad de California Del sur, donde imparte cátedra desde que obtuvo un doctorado por la Universidad de California en Los Ángeles en 1979. Silva-Corvalán ha publicado extensamente sobre bilingüismo y contacto lingüístico, y sobre las restricciones semánticas y discursivo-pragmáticas que condicionan la variación sintáctica. Durante un tiempo fue una de los cuatro editores en jefe de la revista Bilingualism: Language and Cognition, publicada por Cambridge University Press.

## Investigación

### La adquisición bilingüe de la lengua: español e inglés en los primeros seis años de vida
En su libro de 2014, Carmen Silva-Corvalán describe cómo  estudió el desarrollo de la adquisición de lengua por bilingües. A lo largo de este libro presenta los hallazgos de un estudio longitudinal que realizó enfocándose en dos hablantes bilingües de inglés y español. Silva-Corvalán estudió cómo estos niños pueden simultáneamente aprender dos lenguas al mismo tiempo (Ruiz-Sanchez, 2015). El propósito de este estudio fue investigar cuánta exposición y uso de las dos lenguas es necesario para conseguir competencia en la lengua y en su gramática. Los dos bilingües que fueron estudiados eran hermanos de la ciudad de Los Ángeles, a los cuales realizó un seguimiento a través de varios períodos transicionales durante seis años. Los hallazgos principales de este estudio fueron cuántos diferentes factores juegan un papel en proporcionar explicaciones para la adquisición de lengua. Estos incluyeron la competencia del niño en la lengua y su cantidad de exposición a la lengua. El estudio de Silva-Corvalán profundizó el entendimiento la de adquisición de lengua bilingüe temprana y la adquisición de la lengua española en general (Ruiz-Sanchez, 2015).

### La extensión de "estar"
Silva-Corvalán tuvo interés en aprender más sobre el cambio lingüístico y la muerte de las lenguas. Cuándo dos lenguas son introducidas la una a la otra, una primaria y una secundaria, la lengua primaria típicamente tiene más influencia sobre la lengua secundaria. Silva-Corvalán exploró el uso del verbo estar en hablantes bilingües de español para entender mejor este fenómeno. Quiso descubrir cómo estar ha cambiado en el uso de los bilingües, por qué estar era tan adaptable para una aplicación amplia, y cómo el contacto bilingüe afectó este cambio. Silva-Corvalán descubrió que estar tuvo una disminución de significado con el tiempo. Existe una tendencia universal a la desemantización, la cual es la pérdida  de significado o énfasis de una palabra con el tiempo, lo cual está presente en estar. Esta desemantización es resultado de la variedad de hispanoparlantes que interactúan con la población de habla inglesa en Los Ángeles. En general, Silva-Corvalán encontró que las influencias directas de la lengua inglesa fueron difíciles de encontrar; este hallazgo es similar a los de Nancy C. Dorian y sus estudios del gaélico del este Sutherland de 1978.

### El español de niños de tercera generación
Carmen Silva-Corvalán ha enfocado su carrera principalmente en el estudio del bilingüismo. En un estudio de 2014 Silva-Corvalán examinó los cambios que el español atraviesa por tres generaciones con un énfasis en aspectos gramaticales de la adquisición bilingüe de la lengua materna. La primera generación era extranjera y se había mudado a los Estados Unidos alrededor de los ocho años de edad y el español era su primera lengua. La segunda y tercera generación nació en los Estados Unidos. Silva-Corvalán encontró que durante las tres generaciones hubo una preferencia por utilizar el inglés en vez del español al comunicarse con la familia y los amigos. Silva-Corvalán también presentó evidencia de que vivir en casa con los abuelos puede ayudar a la aprendizaje del español de los niños. La presencia de abuelos monolingües hispanoparlantes en las vidas diarias de generaciones más jóvenes crea un necesidad para el desarrollo de la segunda lengua. Silva-Corvalán encontró que  hay varios factores en juego en la adquisición de lengua. Estos factores incluyen la cantidad de exposición a la lengua, las actitudes hacia la lengua, la edad en que los niños son expuestos a la lengua, y la presencia de otras lenguas en su casa o comunidad. Su estudio apoya que los hermanos bilingües mayores reciben más input de los padres y por tanto logran un nivel más alto de competencia en ambas lenguas. Carmen Silva-Corvalán encontró en su estudio que el factor más crítico que ayudó los niños a adquirir ambas lenguas era una actitud familiar positiva. Los padres animaron a los niños a aprender ambas lenguas, regularmente conversaban con ellos en ambas lenguas, y señalaron sus errores gramaticales. En su estudio Silva-Corvalán encontró que la tercera generación de niños bilingües no mostraron diferencias en el desarrollo de la lengua cuando fueron comparados con los niños monolingües. Los niños monolingües y bilingües pasaron por las mismas etapas de desarrollo: del balbuceo, a las primeras palabras, la combinación de palabras, la formación de oraciones y conversaciones. El etsudio de Silva-Corvalán también encontró que el cambio de código también depende del input de los adultos. Si los adultos cambian de código cuando conversan o no detienen la alternancia entre lenguas del niño, entonces, mientras la comunicación del niño se desarrolla, el cambio de código del niño continuará.

## Publicaciones selectas
- Silva-Corvalán, Carmen (1994) Language Contact and Change: Spanish in Los Angeles, Oxford University Press
- Silva-Corvalán, Carmen (2001) "Sociolingüística y Pragmática del Español", Georgetown University Press.
- Silva-Corvalán, Carmen (2014) "Bilingual Language Acquisition. Spanish and English in the First Six Years", Cambridge University Press.